# Agrupación de Guerrilleros Españoles
La Agrupación de Guerrilleros Españoles (AGE), también llamada  Agrupación Guerrillera Española o simplemente Guerrilleros Españoles, es la denominación que recibieron los voluntarios españoles en Francia que participaron integrados en la Resistencia contra la ocupación nazi durante la Segunda Guerra Mundial. Los miembros integrantes de la AGE fueron aquellos españoles que se vieron obligados al exilio en Francia al terminar la guerra civil española. Buena parte de ellos habían pasado previamente por los campos de internamiento en Francia. La denominación (Agrupación de Guerrilleros) y su estructura fueron muy posteriores a las primeras acciones armadas.

## Historia
El origen de la AGE se remonta a las Compañías de Trabajo creadas por las autoridades francesas en la primavera de 1939, meses antes de iniciarse la Segunda Guerra Mundial, y que se formaron con los españoles procedentes de los campos de concentración. Estaban destinadas a la mejora de las comunicaciones, reparaciones de vías, puentes, construcción de sistemas defensivos y, en general, obras destinadas a la defensa de Francia frente a un posible ataque alemán. Cuando se desataron las hostilidades entre Francia y Alemania, y hasta agosto de 1940, las Compañías de Trabajo se convirtieron, también, en parte del ejército francés, situándose al mando oficiales militares. Algunas llegaron a combatir, otras, sin embargo, seguirían con las tareas de apoyo en la retaguardia. Las primeras creadas fueron cuatro compañías procedentes del campo de Argelès-sur-Mer en la primavera de 1939. La última fue creada en junio de 1940, en plena retirada francesa y estaba formada por los restos de otras cuatro compañías de trabajo. Fueron casi doscientas compañías, algunas de vida efímera, pero se tienen datos de, aproximadamente, unas cuarenta. El número de integrantes variaba entre 200 y 250 hombres, y sus zonas de actuación ocuparon toda Francia, en especial en la línea Maginot, alrededores de París, Alpes franceses, Baccarat, Dunkerque (donde quedaría copada la 118 compañía), zonas próximas al canal de La Mancha, Verdún y Corrèze.
La participación de los exiliados republicanos españoles en la resistencia francesa comenzó en julio de 1941 tras la invasión de la Unión Soviética por la Alemania nazi y se desarrolló en el marco de la Unión Nacional Española (UNE) promovida por el PCE. Tuvieron un protagonismo especial en el maquis francés debido sobre todo a su experiencia militar tras casi tres años de guerra en España. En abril de 1942 constituyeron el XIV Cuerpo Guerrillero en una reunión mantenida en una zona aislada de las estribaciones de los Pirineos cercana a Foix. Su primer comandante fue Jesús Ríos García, antiguo oficial del XIV Cuerpo de Ejército Guerrillero del Ejército Popular de la República, del que la nueva organización tomó el nombre. Al principio se organizó en brigadas compuestas de 60 a 90 hombres pero a partir de finales de 1943 se estructuró en dos divisiones, integradas en los Franc-Tireurs et Partisans, controlados por el Partido Comunista Francés, aunque seguían actuando de facto como el brazo armado de la UNE.
En mayo de 1944 las unidades exclusivamente españolas de los Franc-Tireurs et Partisans fueron reconocidas como tales bajo la denominación de Agrupación de Guerrilleros Españoles (AGE), integrada por unos 9000 hombres, y que a partir de entonces inició una nueva estrategia militar, pasando de los sabotajes y acciones aisladas al ataque frontal contra las unidades aisladas de la Wehrmacht, consiguiendo liberar numerosas localidades del sur de Francia. Todos los componentes de la AGE consideraban la lucha en Francia contra los ocupantes alemanes y la milicia vichista como el preludio del combate para liberar España.

## Homenajes oficiales
Los tributos oficiales para ellos son numerosos en Francia, especialmente en el sur del país y en París, la capital. El gobierno francés los celebra como Mort pour la France.
- Al nivel colectivo, los guerrilleros han recibido la Medalla de la Villa de París por Bertrand Delanoë el 20 de febrero de 2002.[3]

- El monumento nacional de Francia a los Guerrilleros se sitúa en Prayols, en Ariège, con ceremonias oficiales cada año.

- En París, las guerrilleros tienen placas oficiales en el espacio público, precisamente donde cayeron: José Barón Carreño, por ejemplo, en el bulevar Saint-Germain y una ceremonia tiene lugar cada año en el marco como parte de las ceremonias de la Liberación de París,[4][5] y en 2019, con primera vez, con la presencia del gobierno español.[6]

- Las ciudades de París (en 2013[7]) y Barcelona (en 2018[8]) han colocado placas oficiales en homenaje a Conrad Miret, el hermano de José Miret Musté.